# Cheiracanthiidae
Cheiracanthiidae Wagner, 1887 è una famiglia di ragni appartenente all'infraordine Araneomorphae.

## Distribuzione
Sono ragni distribuiti in gran parte del mondo: Asia, Europa, Africa. America settentrionale ed Oceania.

## Tassonomia
Un lavoro di Ramírez del 2014, sulla base di considerazioni filogenetiche accurate ed approfondite, ha portato a precise caratterizzazioni nell'ambito dei Dionycha, con la costituzione di tre nuove famiglie (Eutichuridae, Phrurolithidae e Trachelidae) e la ristrutturazione di altre quattro (Miturgidae, Corinnidae, Clubionidae e Liocranidae).
Questa famiglia è il risultato dell'elevazione di rango della sottofamiglia Eutichurinae, precedentemente attribuita alla famiglia Miturgidae, a seguito del suddetto lavoro di Ramírez del 2014.
Nel 2018 vi è stato un cambiamento di denominazione della famiglia Eutichuridae a seguito di un lavoro di Ono & Ogata, 2018 contra Ramírez, 2014: la prima denominazione Eutichureae, Kishida 1936d è posteriore a Cheiracantidae Wagner, 1887 e, secondo le regole dell'ICZN, è più corretta la denominazione più antica. Il problema è che Cheiracantidae è una denominazione errata che va corretta, sempre secondo le regole dell'ICZN: deriva da Cheiracanthium, la cui radice è "Cheiracanthi-" , cui va aggiunto il suffisso "-idae" che designa l'appartenenza ad una famiglia. Da ciò la denominazione corretta Cheiracanthiidae Wagner, 1887 della presente pagina.

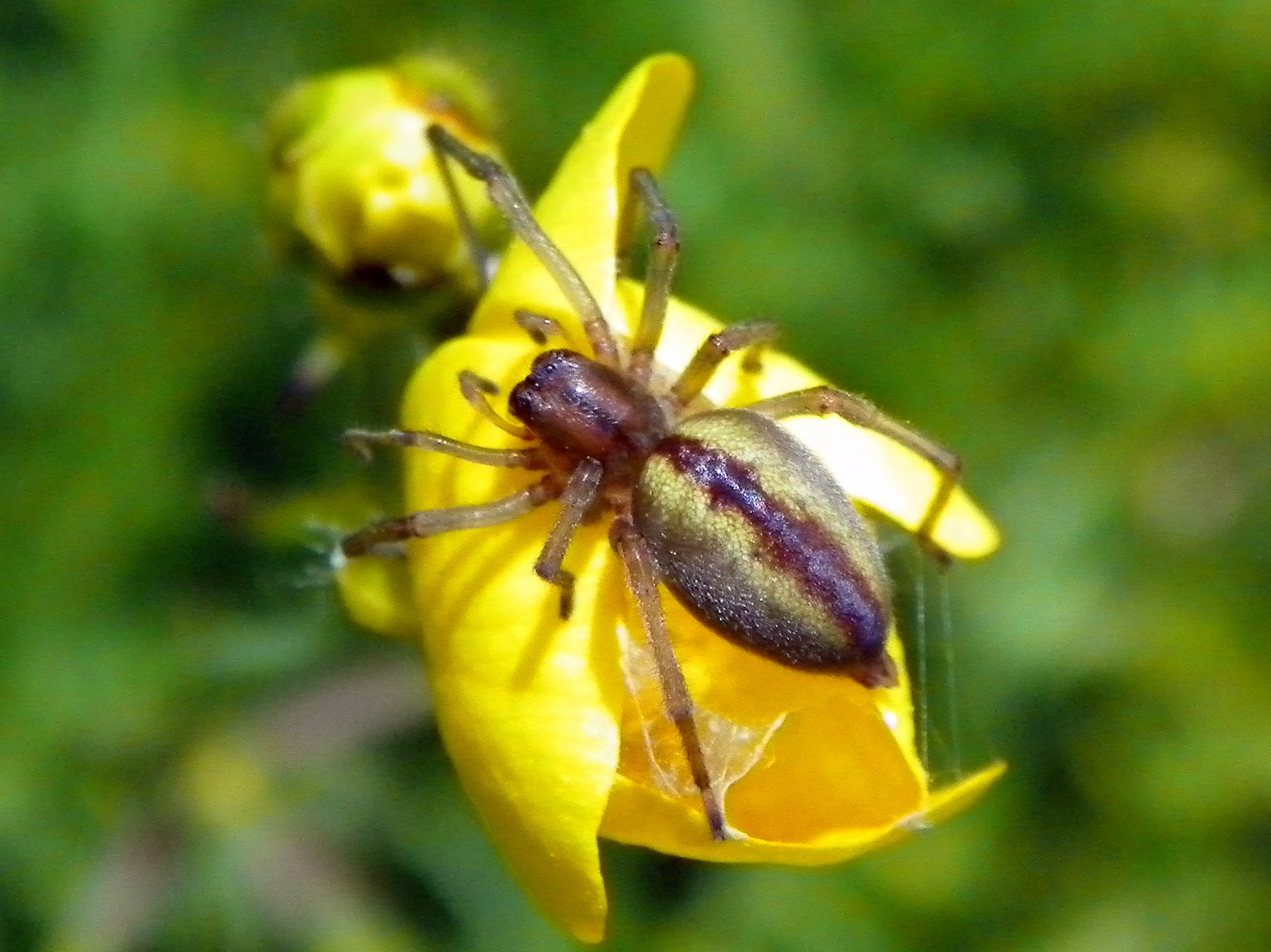
Cheiracanthium erraticum

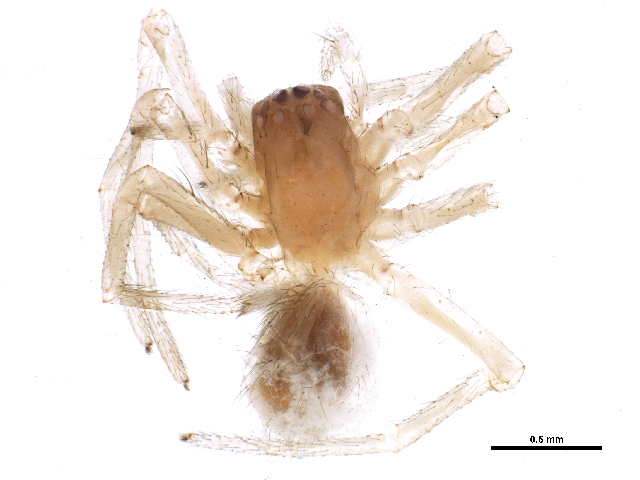
Strotarchus piscatorius, esemplare immaturo

Attualmente, a dicembre 2020, si compone di 14 generi e 362 specie:
- Calamoneta Deeleman-Reinhold, 2001 - Sumatra, Giava
- Calamopus Deeleman-Reinhold, 2001 - Thailandia, Indonesia
- Cheiracanthium C. L. Koch, 1839 - Regione olartica, Africa, Australia
- Cheiramiona Lotz & Dippenaar-Schoeman, 1999 - Africa
- Ericaella Bonaldo, 1994 - dall'America meridionale a Panama
- Eutichurus Simon, 1897 - dall'America meridionale alla Costa Rica, India
- Eutittha Thorell, 1878 - Australia, Nuove Ebridi, isole Samoa, isole Salomone, isole Tonga, Indonesia (Nuova Guinea, Celebes, Lombok, Ambon)
- Lessertina Lawrence, 1942[3] - Sudafrica
- Macerio Simon, 1897 - Cile, Argentina
- Radulphius Keyserling, 1891 - Brasile, Guyana
- Sinocanthium Yu & Li, 2020 - Cina
- Strotarchus Simon, 1888[4] - dagli USA al Messico, Costa Rica, Brasile, Pakistan
- Summacanthium Deeleman-Reinhold, 2001 - Celebes
- Tecution Benoit, 1977 - Isola di Sant'Elena